# Åsby
Åsby is een plaats in de gemeente Varberg in het landschap Halland en de provincie Hallands län. De plaats heeft 429 inwoners (2005) en een oppervlakte van 60 hectare.

## Verkeer en vervoer
Bij de plaats loopt de Riksväg 41.
De plaats heeft een station.